# ستيفاني إس. سوليفان
ستيفاني إس. سوليفان (بالإنجليزية: Stephanie S. Sullivan)‏ هي دبلوماسية أمريكية، ولدت في 27 سبتمبر 1958.